# Kara Darvish
 (juillet 2019).
Pour les articles homonymes, voir Darvish.
Hekmet Poladzade (plus connu sous son nom de scène Kara Darvish,  azéri : Qara Dərviş, née en 1990) est un musicien de rock azerbaïdjanais.

## La Biographie
Kara Dervish (Derviche Noir) est né le 11 octobre 1990 à Bakou dans une famille d'enseignants. Il étudie la musique dès sa plus tendre enfance et est diplômé du gymnase de langue persane Seid Jafar Pishevari. Parallèlement à ses études à l'Université d'architecture et de construction d'Azerbaïdjan, il a étudié le chant et la composition à l'Académie de musique de Bakou.

### Carrière

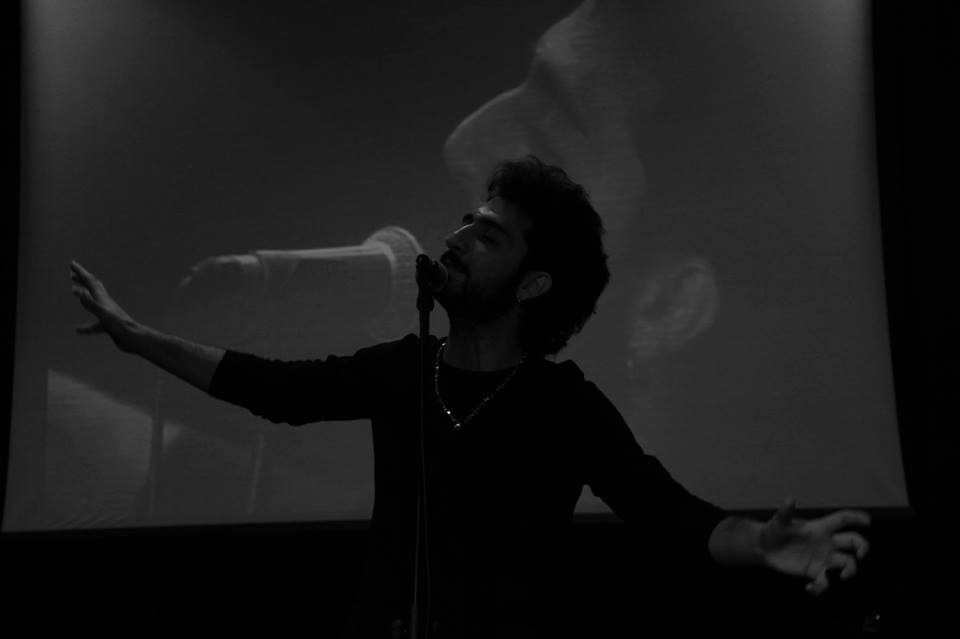
"TEDx Baku" 2013. Bakou, Azerbaïdjan.

Le premier album de démonstration de Kara Darvish est sorti en 2008. Il contenait notamment des poèmes de l'exceptionnel poète et philosophe azerbaïdjanais des XIVe et XVe siècles, Imadaddin Nasimi, qui fut le premier exemple d'utilisation du style arabe médiéval gazelle dans le genre metal en Azerbaïdjan et dans le monde entier. Un concert solo de Kara Dervish à Sumgayit en 2010 a relancé le développement du mouvement rock du pays, qui s'est effondré après l'effondrement du groupe de hard rock azerbaïdjanais Juhu en 2001. En 2010, Kara a joué sur la même scène que le groupe américain le célèbre groupe de rock indépendant Brazzaville, qui présente de la musique rock azerbaïdjanaise. Après avoir terminé ses études universitaires, Kara Dervish a passé un an au service militaire.
Après une pause forcée, il est retourné au travail dans lequel il a utilisé les textes de l'écrivain azerbaïdjanais moderne Anar et a arrangé la musique d'Emin Sabitoglu dans la chanson İncəbellim . Après avoir acquis une grande popularité auprès du public local, Kara apparaît dans le projet TED-Baku de 2013. La même année, ils se produisent au Baku Green Theatre en collaboration avec le groupe alternatif américain Filligar, nommé par le gouvernement américain en tant que diplomates culturels et effectuant une grande tournée internationale. Ainsi, la musique de Kara Dervish a présenté la culture de l’Azerbaïdjan au niveau international.

## Discographie

### Singles
- Sığmazam – 2008
- Saxtakar – 2008
- Sabahım, yoxsa son gecəm – 2009
- İnsan – 2009
- Sərxoş – 2010
- İstəmə – 2012
- Yalan həqiqətlər – 2012
- İncəbellim – 2013
- Bağışla – 2014
- Cəsəd Sevdası – 2014
- Yenilməz Batalyon (Teymurun Mahnısı) – 2015
- Sən Ey Uşaqlıq – 2015
- Zibeydə – 2015
- Çıx Yaşıl Düzə – 2015
- Sarı Gəlin – 2015
- Синяя Вечность – 2015
- Qocalmısan – 2016
- Sürgün – 2016
- Keçmiş – 2016
- Yorğun – 2017
- Yağmur – 2017
- Qafil Oyan – 2017
- Üsyan – 2017
- Yalandı Dünya – 2017
- Yaşa mənim xalqım / Azərbaycan – 2018
- Sən günəşsən – 2018
- Əlvida – 2019